# Move Over Ms. L
"Move Over Ms. L" är en sång av John Lennon, utgiven 1975 som baksida till singeln Stand By Me. Den spelades in 1974 till skivan Walls And Bridges, men Lennon valde att ta bort den innan albumet skulle börja pressas.